# Memoriał Jana Ciszewskiego 1995
Memoriał im. Jana Ciszewskiego 1995 – 12. edycja turnieju żużlowego poświęconego pamięci znanego polskiego komentatora sportowego Jana Ciszewskiego, który odbył się 26 sierpnia 1996 roku. Turniej wygrał Daniel Andersson.

## Wyniki
- Stadion OSiR Skałka (Świętochłowice), 26 sierpnia 1995
- Sędzia: Jerzy Najwer

| Msc. | Zawodnik               | Klub           | Pkt    |               |  |
| ---- | ---------------------- | -------------- | ------ | ------------- |  |
| 1    | Daniel Andersson       | Szwecja        | 12+5   | (2,1,3,3,3)   |  |
| 2    | Adam Łabędzki          | Leszno         | 12+3   | (2,3,1,3,3)   |  |
| 3    | Jason Crump            | Australia      | 15+dst | (3,3,3,3,3)   |  |
| 4    | Mirosław Cierniak      | Tarnów         | 12+wu  | (3,2,2,2,3)   |  |
| 5    | Rinat Mardanszyn       | Rosja          | 9      | (3,2,1,3,u/-) |  |
| 6    | Rif Saitgariejew       | Rosja          | 9      | (1,3,3,wsu,2) |  |
| 7    | Andreas Boessner       | Austria        | 8      | (3,1,2,d,2)   |  |
| 8    | Jacek Rempała          | Tarnów         | 7      | (0,2,3,2,wsu) |  |
| 9    | Sebastian Ułamek       | Częstochowa    | 7      | (2,2,0,2,1)   |  |
| 10   | László Bódi            | Węgry          | 6      | (1,3,0,1,1)   |  |
| 11   | Rafał Osumek           | Częstochowa    | 5      | (1,0,2,2,u/-) |  |
| 12   | Leszek Matysiak        | Świętochłowice | 5      | (1,1,1,2)     |  |
| 13   | Piotr Świst            | Gorzów Wlkp.   | 4      | (2,0,2,0)     |  |
| 14   | Robert Kral            | Czechy         | 3      | (1,1,0,1,0)   |  |
| 15   | Andrzej Huszcza        | Zielona Góra   | 2      | (d,0,d,1,1)   |  |
| 16   | Antoni Bielica         | Świętochłowice | 1      | (d,0,1,0,0)   |  |
|      | rez. Eugeniusz Skupień | Częstochowa    |        | (1)           |  |
|      | rez. Arkadiusz Owsięga | Świętochłowice |        | (2)           |  |
|      | rez. Andrzej Musiolik  | Świętochłowice |        | (0)           |  |
|      | rez. Michaił Starostin | Rosja          |        | (ns)          |  |